# دونالد او. کلیفتون
دونالد او. کلیفتون (انگلیسی: Donald O. Clifton؛ ۵ فوریهٔ ۱۹۲۴ – ۱۴ سپتامبر ۲۰۰۳) روان‌شناس اهل ایالات متحده آمریکا بود.
او طراح و ایجادکنندهٔ درگاه «توامندی‌یاب کلیفتون» در وبگاه گالوپ است. کلیفتون از سال ۱۹۵۰ تا ۱۹۶۹ میلادی، استادِ روان‌شناسی تربیتی در دانشگاه نبراسکا در لینکلن بود.
وی یکی از کهنه‌سربازان جنگ جهانی دوم بود و بابت خدماتش، نشانِ صلیب پرواز ممتاز را دریافت داشت.
کلیفتون یکی از نویسندگان کتاب «کشف توانمندی‌ها» است.